# Гай Пупий
Гай Пупий (лат. Gaius Pupius; III век до н. э.) — римский политический деятель. В 217 году до н. э. стал одним из дуумвиров, которым было поручено построить храм Согласия на Капитолии (его коллегой был патриций Кезон Квинкций Фламинин). Известно, что строительство начали во исполнение обета претора Луция Манлия Вульсона. Храм был освящён в следующем году, но на тот момент дуумвирами уже были Марк и Гай Атилии.